# Armoiries de l'Autriche
 (juin 2013).
Si vous disposez d'ouvrages ou d'articles de référence ou si vous connaissez des sites web de qualité traitant du thème abordé ici, merci de compléter l'article en donnant les références utiles à sa vérifiabilité et en les liant à la section « Notes et références ».
Les armoiries actuelles de l'Autriche sont en usage depuis 1945, lors de la création de la Deuxième République. Elles sont similaires à la première version adoptée en 1919, à l'exception de l'ajout de chaînes brisées. Il s'agit d'un aigle noir avec une langue rouge, portant une couronne d'or, un marteau et une faucille.
Sur le corps de l'aigle se trouve l'ancien écu du Duché d'Autriche, qui est semblable au drapeau de l'Autriche. L'aigle tient dans ses griffes un marteau et une faucille en or symbolisant l'association de la classe paysanne et de la classe ouvrière mais à laquelle il convient sans doute d'ajouter la couronne murale placée sur la tête de l'aigle également d'or, qui peut étendre l'association à une classe bourgeoise (couronne murale = couronne des « bourg ») intellectuelle[réf. souhaitée] et enfin la classe dirigeante au sein de la République, puisqu'au sens figuré le mot « tête » peut désigner un dirigeant ou un meneur, en l'occurrence le chef de l'État.
Les chaînes brisées ont été ajoutées à la fin de la Seconde Guerre mondiale et indiquent la libération du national-socialisme.

## Histoire

Armes du duché d'Autriche puis de l'archiduché d'Autriche à partir du règne de Frédéric II de Babenberg.
Armoiries du duché puis de l'archiduché d'Autriche avec ornements extérieurs.
Petites armoiries de l'empire d'Autriche en 1815.
Grandes armoiries de l'empire d'Autriche en 1846, d'après Hugo Gérard Ströhl (de).
Armoiries moyennes de l'empire d'Autriche en 1866-67 puis de la Monarchie austro-hongroise de 1867 à 1915.
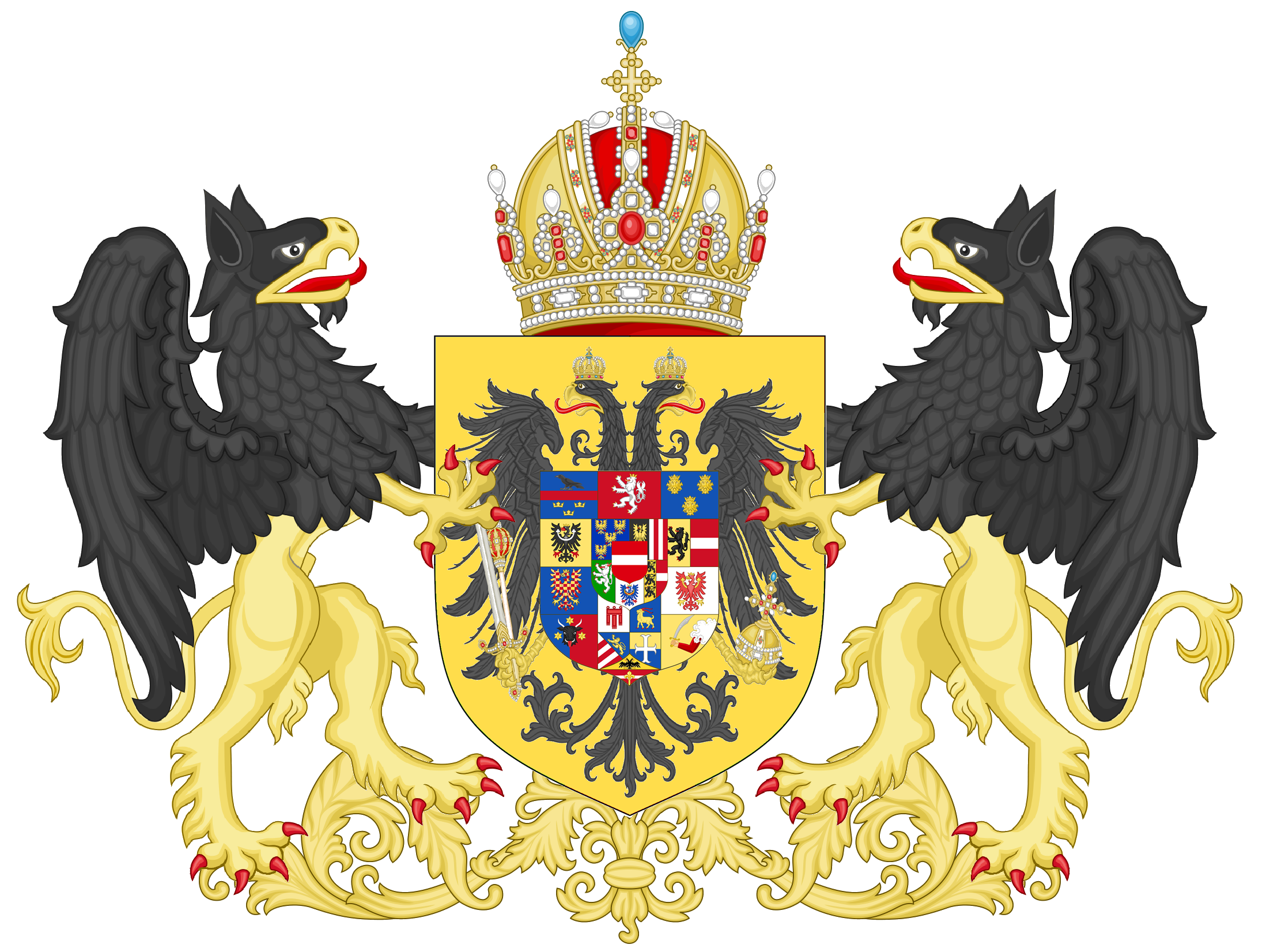
Grandes armoiries de l'empire d'Autriche (Cisleithanie) de 1915 à 1918.
Petites armoiries de l'empire d'Autriche (Cisleithanie) de 1915 à 1918.
Armoiries de la première république d'Autriche entre 1918 et 1919.
Armoiries de la première république d'Autriche entre 1919 et 1934.
Armoiries de la première république d'Autriche entre 1934 et 1938.